# Capa de Ekman

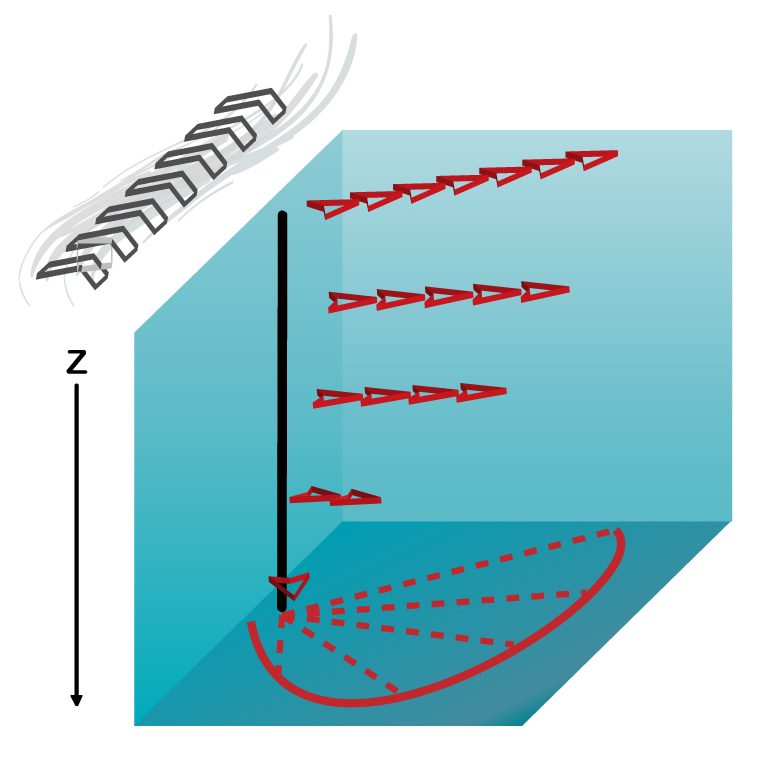
La capa de Ekman es la capa de un fluido donde el flujo es el resultado de un equilibrio entre el gradiente de presión, Coriolis y las fuerzas de arrastre turbulentas. En la imagen de arriba, el viento que sopla del norte crea una tensión en la superficie y debajo de ella se encuentra una espiral de Ekman en la columna de agua.

La capa de Ekman (en inglés Ekman layer) es la capa de un fluido donde existe un equilibrio de fuerzas entre la fuerza del gradiente de presión, la fuerza de Coriolis y la resistencia turbulenta . Fue descrito por primera vez por Vagn Walfrid Ekman. Las capas de Ekman ocurren tanto en la atmósfera como en el océano.
Hay dos tipos de capas de Ekman. El primer tipo ocurre en la superficie del océano y es forzado por los vientos superficiales, que actúan como un arrastre sobre la superficie del océano. El segundo tipo ocurre en el fondo de la atmósfera y el océano, donde las fuerzas de fricción están asociadas con el flujo sobre superficies rugosas.

## Historia
Ekman desarrolló la teoría de la capa de Ekman después de que Fridtjof Nansen observara que el hielo se desplaza en un ángulo de 20° a 40° a la derecha de la dirección predominante del viento durante una expedición al Ártico a bordo del Fram. Nansen le pidió a su colega, Vilhelm Bjerknes, que pusiera a uno de sus estudiantes a estudiar el problema. Bjerknes recurrió a Ekman, quien presentó sus resultados en 1902 como su tesis doctoral.